# Gordon C. Simpson
Gordon „Gordie“ C. Simpson (* um 1925) ist ein kanadischer Badmintonspieler. 

## Karriere
Gordon Simpson wurde 1951 nationaler Meister in Kanada. Weitere Titelgewinne erkämpfte er sich bei den Québec Championships und den Ontario Championships. Im Thomas Cup 1949 startete er als Nationalspieler für sein Land.

## Sportliche Erfolge
| Saison | Veranstaltung                 | Disziplin    | Platz | Name                               |
| ------ | ----------------------------- | ------------ | ----- | ---------------------------------- |
| 1947   | Québec Championships          | Herreneinzel | 1     | Gordie C. Simpson                  |
| 1948   | Québec Championships          | Herreneinzel | 1     | Gordie C. Simpson                  |
| 1949   | Québec Championships          | Herreneinzel | 1     | Gordie C. Simpson                  |
| 1949   | Québec Championships          | Herrendoppel | 1     | Gordie Simpson / Andy Simpson      |
| 1950   | Québec Championships          | Herreneinzel | 1     | Gordie C. Simpson                  |
| 1951   | Kanada: Einzelmeisterschaften | Herrendoppel | 1     | Dick Birch / Gordon Simpson        |
| 1951   | Québec Championships          | Herrendoppel | 1     | Gordie Simpson / Andy Simpson      |
| 1951   | Québec Championships          | Herreneinzel | 1     | Gordie C. Simpson                  |
| 1952   | Ontario Championships         | Herrendoppel | 1     | G. Simpson / Dick Birch            |
| 1953   | Québec Championships          | Herreneinzel | 1     | Gordie C. Simpson                  |
| 1954   | Québec Championships          | Herrendoppel | 1     | Gordie Simpson / Andy Simpson      |
| 1954   | Québec Championships          | Herreneinzel | 1     | Gordie C. Simpson                  |
| 1955   | Québec Championships          | Herreneinzel | 1     | Gordie C. Simpson                  |
| 1955   | Québec Championships          | Herrendoppel | 1     | Gordie Simpson / Leo Lafontaine    |
| 1956   | Québec Championships          | Herrendoppel | 1     | Gordie Simpson / Jules-Mac Tessier |
| 1956   | Québec Championships          | Herreneinzel | 1     | Gordie C. Simpson                  |
| 1957   | Québec Championships          | Herreneinzel | 1     | Gordie C. Simpson                  |
| 1957   | Québec Championships          | Herrendoppel | 1     | Gordie Simpson / Leo Lafontaine    |